# Jeff Parker (hockey sur glace)
Pour les articles homonymes, voir Jeff Parker et Parker.
Jeffrey Lee Parker, dit Jeff Parker, (né le 7 septembre 1964 à Saint Paul dans le Minnesota aux États-Unis et mort le 11 septembre 2017 à Minneapolis dans le même État américain) est un  joueur professionnel américain de hockey sur glace.

## Carrière
Choisi lors du repêchage d'entrée dans la Ligue nationale de hockey par les Sabres de Buffalo lors du sixième tour, 111e choix au total, Jeff Parker ne commence sa carrière en jouant dans le championnat universitaire avec les Michigan State Spartans qu'en 1982.
Il va jouer trois ans dans la NCAA pour les Spartans et lors de sa dernière saison, il fait partie des joueurs type du tournoi final alors que son équipe remporte le championnat universitaire.
Il fait ses débuts professionnels lors de la saison 1986-87 en jouant pour les Americans de Rochester de la Ligue américaine de hockey. Lors des cinq saisons qui vont suivre, il va passer son temps entre les Americans et les Sabres ne gagnant une place de titulaire qu'en 1989-1990.
Le 16 juin 1990, il est échangé avec Phil Housley, Scott Arniel et le choix de première ronde des Sabres lors du repêchage de 1990 (Keith Tkachuk) contre des joueurs des Jets de Winnipeg : Dale Hawerchuk et le choix de première ronde des Jets Brad May. Il ne jouera cependant pas un match avec les Jets et signe le 5 février 1991 avec les Penguins de Pittsburgh en tant qu'agent libre. Il ne rejoint pas pour autant l'effectif des Penguins mais est affecté aux Lumberjacks de Muskegon de la Ligue internationale de hockey.
Le 4 mars 1991, il quitte les Penguins au cours d'un échange impliquant Grant Jennings, Ulf Samuelsson et Ron Francis des Whalers de Hartford contre John Cullen et Zarley Zalapski. Il ne joue que quatre matchs dans la LNH avant de raccrocher pour de bon ses patins.
Jeff Parker meurt le 11 septembre 2017 à Minneapolis. Il était âgé de 53 ans.

## Statistiques
Pour les significations des abréviations, voir Statistiques du hockey sur glace.
| Saison     | Équipe                     | Ligue      |     | Saison régulière | Saison régulière | Saison régulière | Saison régulière | Saison régulière |   | Séries éliminatoires | Séries éliminatoires | Séries éliminatoires | Séries éliminatoires | Séries éliminatoires |
| Saison     | Équipe                     | Ligue      | PJ  | B                | A                | Pts              | Pun              | PJ               | B | A                    | Pts                  | Pun                  |                      |                      |
| 1983-1984  | Spartans de Michigan State | NCAA       | 44  | 8                | 13               | 21               | 82               |                  |   |                      |                      |                      |                      |                      |
| 1984-1985  | Spartans de Michigan State | NCAA       | 42  | 10               | 12               | 22               | 89               |                  |   |                      |                      |                      |                      |                      |
| 1985-1986  | Spartans de Michigan State | NCAA       | 41  | 15               | 20               | 35               | 88               |                  |   |                      |                      |                      |                      |                      |
| 1986-1987  | Americans de Rochester     | LAH        | 54  | 14               | 8                | 22               | 75               | 14               | 1 | 3                    | 4                    | 19                   |                      |                      |
| 1986-1987  | Sabres de Buffalo          | LNH        | 15  | 3                | 3                | 6                | 7                |                  |   |                      |                      |                      |                      |                      |
| 1987-1988  | Americans de Rochester     | LAH        | 34  | 13               | 31               | 44               | 60               | 2                | 1 | 1                    | 2                    | 0                    |                      |                      |
| 1987-1988  | Sabres de Buffalo          | LNH        | 4   | 0                | 2                | 2                | 2                |                  |   |                      |                      |                      |                      |                      |
| 1988-1989  | Americans de Rochester     | LAH        | 6   | 2                | 4                | 6                | 9                |                  |   |                      |                      |                      |                      |                      |
| 1988-1989  | Sabres de Buffalo          | LNH        | 57  | 9                | 9                | 18               | 82               | 5                | 0 | 0                    | 0                    | 26                   |                      |                      |
| 1989-1990  | Sabres de Buffalo          | LNH        | 61  | 4                | 5                | 9                | 70               |                  |   |                      |                      |                      |                      |                      |
| 1990-1991  | Lumberjacks de Muskegon    | LIH        | 11  | 1                | 7                | 8                | 13               |                  |   |                      |                      |                      |                      |                      |
| 1990-1991  | Whalers de Hartford        | LNH        | 4   | 0                | 0                | 0                | 2                |                  |   |                      |                      |                      |                      |                      |
| Totaux LNH | Totaux LNH                 | Totaux LNH | 141 | 16               | 19               | 35               | 163              | 5                | 0 | 0                    | 0                    | 26                   |                      |                      |